# Annie Fokker

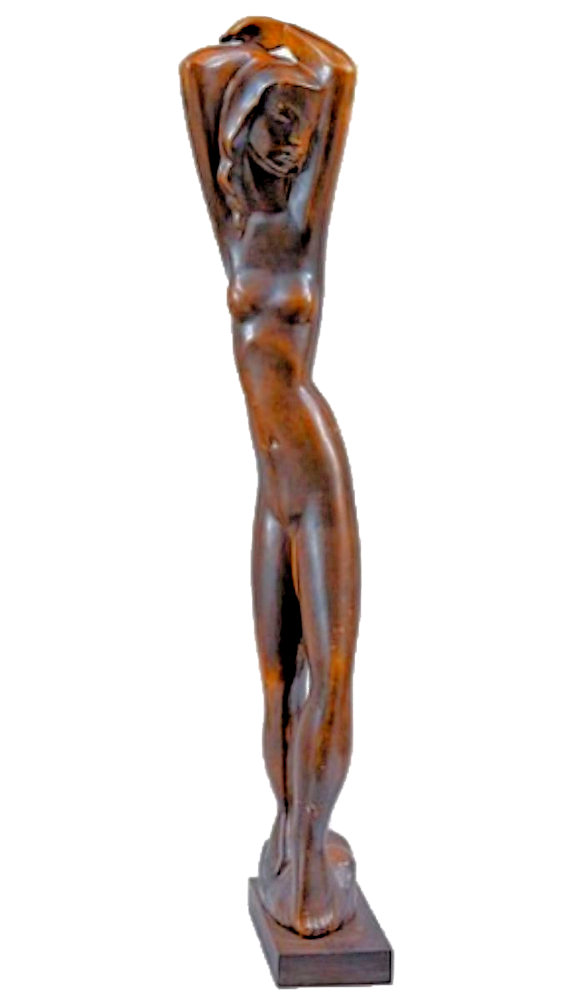
Staand naakt

Antonia Margaretha Cornelia Baldwina (Annie) Fokker (Blitar, 3 januari 1887 – Capri, 30 maart 1949) was een Nederlands journalist, beeldhouwer en kunstschilder. Ze wordt ook vermeld als Annie van Tricht-Fokker en Annie Cottrau-Fokker.

## Leven en werk
Antonia of Annie Fokker was lid van de familie Fokker. Ze werd geboren op Java, in het toenmalige Nederlands-Indië, als de oudste dochter van Oost-Indisch ambtenaar Abraham Anthonij Fokker (1862-1927) en Ida Margaretha Wilhelmina van Heemskerck (1869-1954). Als vierjarige verhuisde ze met haar ouders naar Leiden, later naar Den Haag. Haar vader werd onderwijzer, Annie werd journaliste bij De Telegraaf in Amsterdam. Ze leerde daar de redacteur Otto Aris van Tricht (1866-1917) kennen, met wie ze in 1906 trouwde. Ze keerde met hem terug naar Nederlands-Indië, waar hij redacteur werd van de Java-Bode. Niet lang na zijn benoeming tot hoofdredacteur van de Java-Bode (1909) trokken ze naar Den Haag, waar hij hoofdredacteur werd van De Nieuwe Courant. Van Tricht-Fokker begon een artistieke studie aan de Haagse Academie van Beeldende Kunsten, als leerling van Toon Dupuis. Ze studeerde verder aan de Koninklijke Academie voor Schone Kunsten van Brussel, als leerling van Victor Rousseau. Ze werkte vervolgens op de ateliers van Bourdelle en Maillol in Parijs –- haar man was er in die tijd correspondent voor De Nieuwe Courant  – en bij Willem van Konijnenburg in Den Haag. Van Tricht-Fokker maakte studiereizen naar Rome en Athene en werkte daarnaast als journalist. Tijdens de Eerste Wereldoorlog zat haar Otto van Tricht voor zijn werk in Griekenland. Hij overleed er in 1917. Twee jaar later hertrouwde Fokker in Napels met Mario baron Cottrau, een Italiaanse aristocraat en advocaat van Franse komaf. Zij woonden in Napels en op Capri. 
Fokker schilderde landschappen en zeegezichten. Als beeldhouwer maakte ze vooral vrouwenfiguren en portretten van onder anderen prins Mario Colonna, de schrijvers Alberto Moravia en Luigi Pirandello, de schilder Hans Paule en danser Vaslav Nijinsky. Een deel van haar kleinplastiek werd in oplage uitgegeven. De kunstenares exposeerde meerdere malen. In het voorjaar van 1912 nam ze deel aan een beeldhouwtentoonstelling in kunstzaal Biesing, naast onder anderen leermeester Dupuis, Fransje Carbasius, Thérèse van Hall, Bram Hesselink en Joseph Mendes da Costa. Een paar maanden later was ze een van de zes beeldhouwsters die deelnamen aan de Vierjaarlijkse in het Stedelijk Museum Amsterdam (1912), een van de laatste tentoonstellingen van Levende Meesters. Over haar gipsen Portret van den Heer van T. schreven de recensenten: "Een groep Ploegende Ossen in brons van den zeer begaafden landgenoot Charles van Wijk, en een zeer expressieve mannenkop door mevrouw Van Tricht-Fokker lijken mij tot het beste te behooren van wat onze landgenooten aan beeldhouwwerk hier bijeenbrachten" en "Ik noem nog in het bijzonder een zeer expressieven kop van een bejaard heer, vervaardigd door Mevrouw Van Tricht-Fokker, de echtgenoote van een vroegeren redacteur van de „Java-Bode" Otto van Tricht zich toenmaals schrijvende Ovantee, nu hoofdredacteur van de Nieuwe Courant." In 1922 en 1923 had ze solo-exposities bij Kunstzaal Pictura in Den Haag. In 1933 nam ze deel aan de 'Tentoonstelling van werken van kunstenaressen' in het Stedelijk Museum.
Annie Fokker leed de laatste jaren van haar leven aan een ziekte waardoor ze meer en meer verlamd raakte. Ze overleed op 62-jarige leeftijd.

## Enkele werken
- ca. 1924 fontein voor de Piazza della Regina, in samenwerking met architect Ceas Sandri.
- 1929 grafmonument Violet Fokker, Brookside Cemetery, Englewood, New Jersey. Violet was de echtgenote van achterneef Anthony Fokker. Het monument bestaat uit een marmeren beeld van een jonge vrouw die in elkaar gedoken tegen een granieten rots zit.[13]

## Galerij

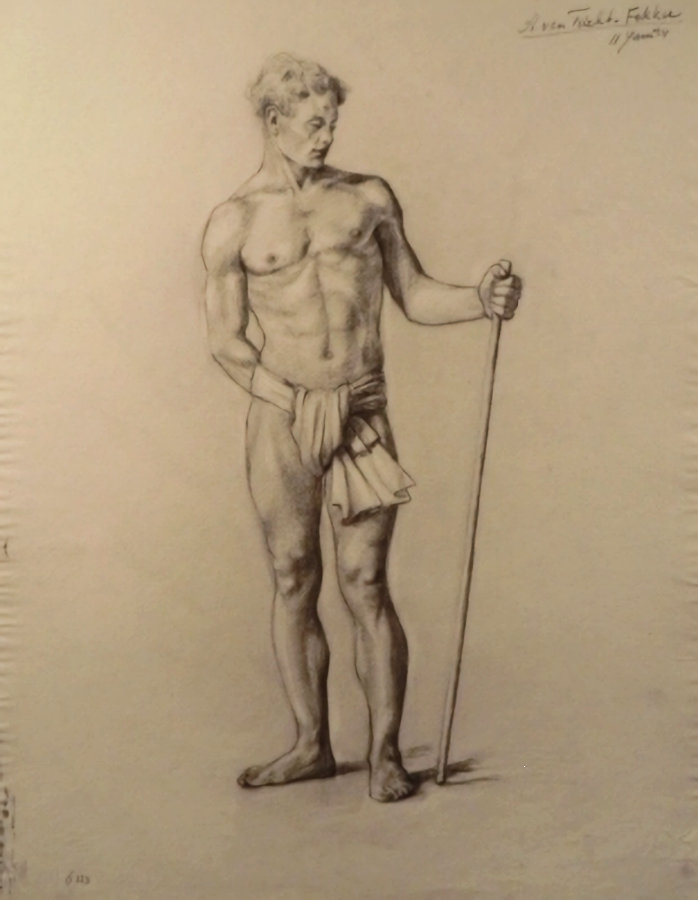
Modelstudie (1914)
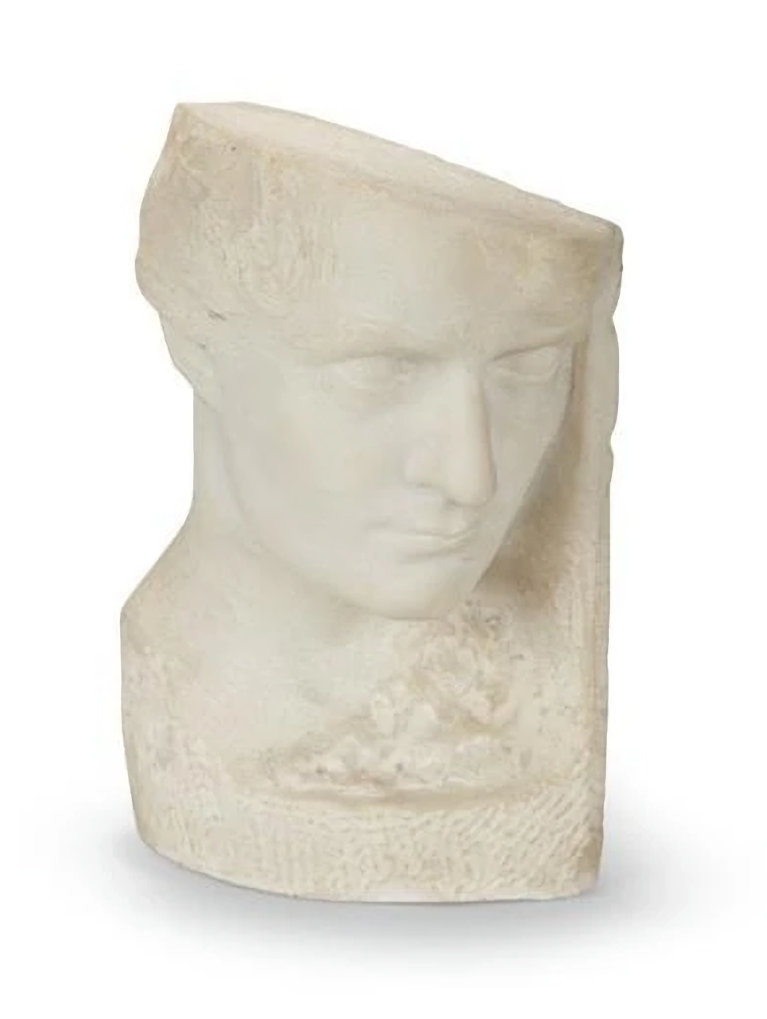
Buste van een jonge vrouw
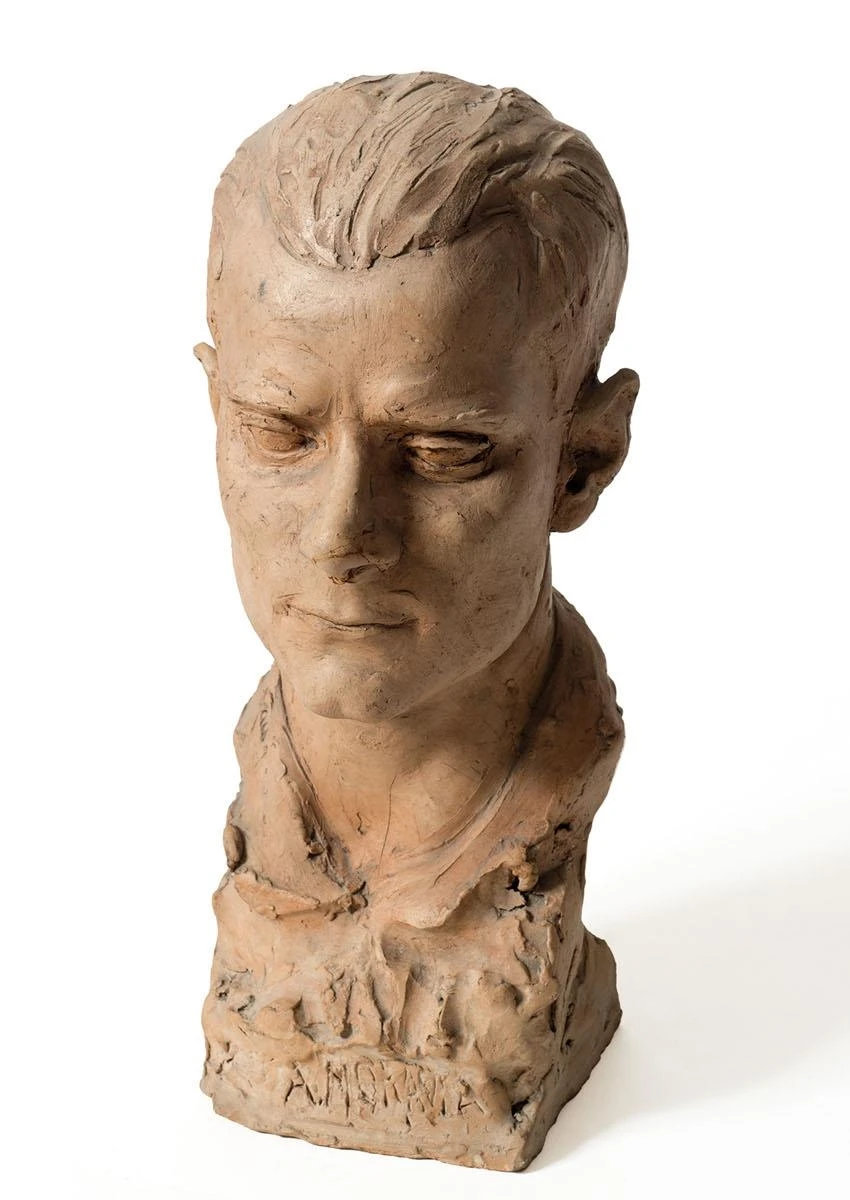
Buste van Alberto Moravia
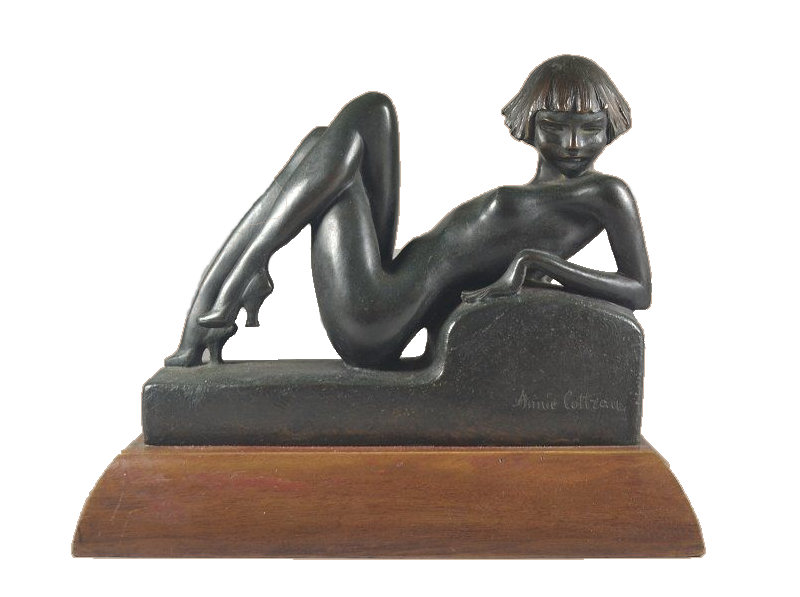
Liggend naakt (boekensteun)

- RKD-Nederlands Instituut voor Kunstgeschiedenis: 28461